# Universidad de Ciencias Sociales de Singapur
La Universidad de Ciencias Sociales de Singapur (en inglés Singapore University of Social Sciences, abreviado SUSS) es una universidad en Singapur. Fundada en 2005, la universidad se inició como resultado del mandato del Gobierno de Singapur para crear una universidad privada para adultos que trabajan. SUSS tiene aprobación del Ministerio de Educación de Singapur (MOE) para otorgar títulos reconocidos de Singapur. Desde julio de 2008, el gobierno ofrece un subsidio cuota para el que son elegibles ciudadanos de Singapur y estudiantes universitarios residentes permanentes. La universidad es parte del Instituto de Gestión de Singapur (SIM)  y miembro de la Asociación Internacional de Universidades (IAU).